# アルピコタクシー
アルピコタクシー株式会社（英: ALPICO TAXI Co., Ltd.）は、アルピコグループの企業で、長野県を本拠地とするタクシー事業者である。2011年にグループ5社を再編し、現社名となった。

## 事業所
| 支社                                                            | 所在地                              | 営業所                 |
| --------------------------------------------------------------- | ----------------------------------- | ---------------------- |
| 松本本社 （旧アルピコタクシー中央・松本・信州アルピコタクシー） | 390-0832 長野県松本市南松本1-1-25   | 松本・塩尻・麻績・沢渡 |
| 諏訪支社 （旧アルピコタクシー茅野・岡谷・諏訪）                 | 391-0002 長野県茅野市塚原2-2-11     | 茅野・上諏訪・岡谷     |
| 大町支社                                                        | 398-0002 長野県大町市大町4306-1     | 大町・白馬             |
| 長野支社 （旧アルピコタクシー長野・旧株式会社宇都宮）           | 381-2212 長野県長野市小島田町2131-1 | 長野・善光寺・上山田   |

## 沿革
- 2007年9月1日 - 「アルピコタクシー木曽株式会社」が、「やぶはらタクシー株式会社」に商号変更。
- 2008年1月1日 - 「アルピコタクシー中央株式会社」が、「アルピコタクシー松本株式会社」を吸収合併。
- 2008年
  - 7月1日 - グループ各社が、持株会社・アルピコホールディングス株式会社の完全子会社となる。
  - 11月1日 - 高速バス長野 - 中部国際空港線廃止に伴い中部国際空港への空港直行便運行開始。
- 2011年4月1日 - 「アルピコタクシー中央株式会社」が、アルピコタクシー岡谷株式会社、アルピコタクシー諏訪株式会社、アルピコタクシー茅野株式会社、アルピコタクシー長野株式会社の4社を吸収合併し、「アルピコタクシー株式会社」に商号変更。
- 2016年4月1日 - 「アルピコタクシー株式会社」が、信州アルピコタクシー株式会社、株式会社宇都宮を吸収合併[3][4]。
- 2019年
  - 4月1日 - 「アルピコタクシー株式会社」がアルプス交通株式会社を吸収合併[5]。
  - 5月31日 - この日を以て中部国際空港直行便を廃止、これに伴い空港便事業を休止。
- 2022年
  - 4月1日 - 「アルピコホールディングス株式会社」が「アルピコタクシー株式会社」の株式を全株「アルピコ交通株式会社」に譲渡し、アルピコ交通株式会社の100%子会社となる[2]。
  - 10月3日 - タクシー配車アプリを導入[6]。

## 路線バス

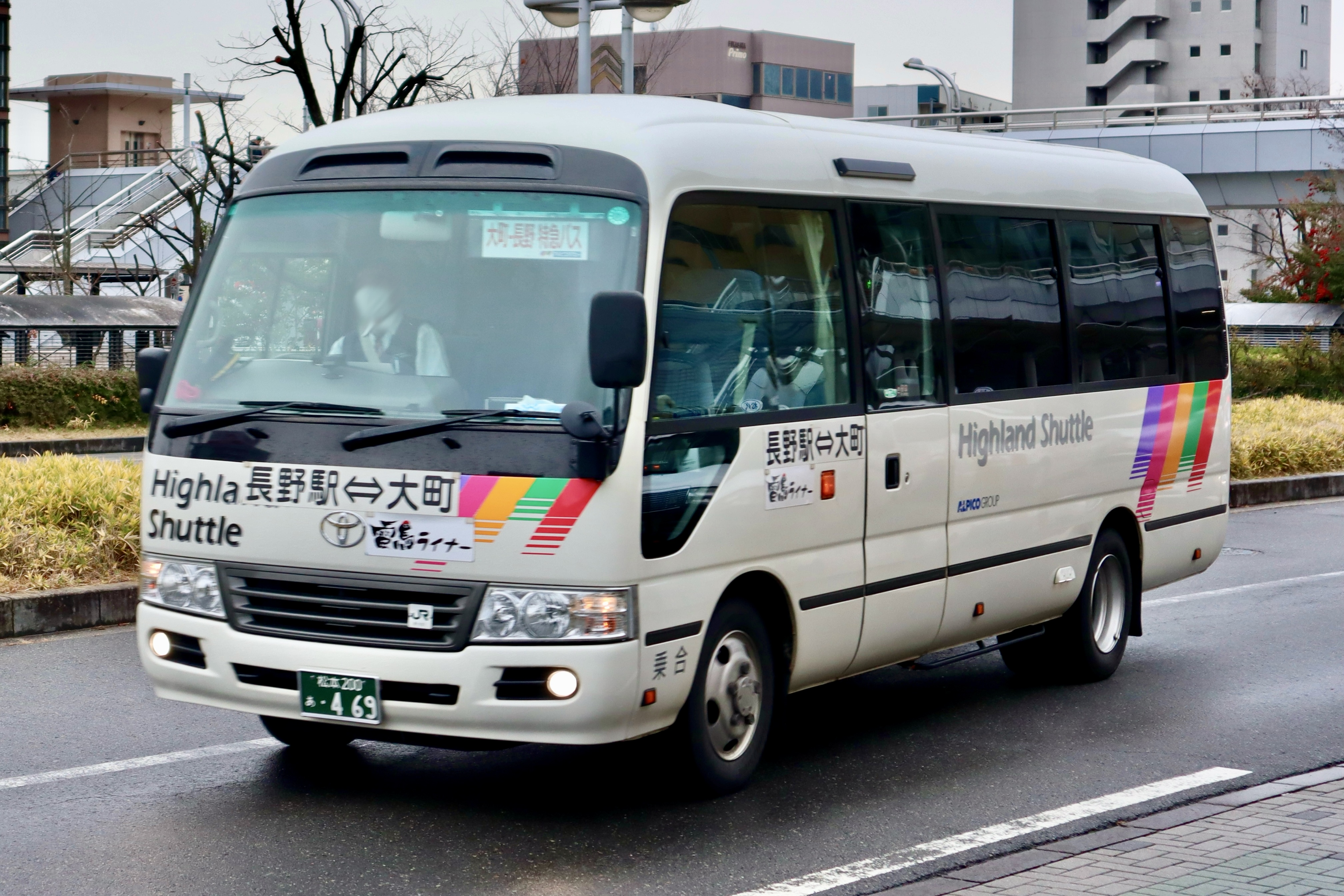
雷鳥ライナー
毎年12月1日〜アルペンルート開通前日まで運行を担当

- 雷鳥ライナー：長野駅東口 - 小川新田 - 日影 - 千見 - 美麻ぽかぽかランド - 新行 - 大町スキー場 - 信濃大町駅 - 大町温泉郷 - ホリデイ・インリゾートくろよん（立山黒部アルペンルート閉鎖期間のみ担当。開通後はアルピコ交通長野営業所が運行）

## 運行委託
- 公設民営バスぐるっとまつもとバス
  - 松本市営バス

松本市四賀地区と安曇地区・奈川地区で運行。
- - 地域連携バス

2023年3月31日まで松本市西部地域コミュニティバスという名称だった。
- 松本市地域主導型コミュニティバス 入山辺線

平日毎日運行する通学便と平日1日ごと異なる経路運行の買い物便を運行。
- 松本市地域主導型コミュニティバス 中山線

毎日運行する通学便と月水金各日異なる経路で運行の買い物便を運行。
- 美ヶ原高原直行バス（季節運行）

かつて2023年シーズンまでは予約不要だったが2024年シーズンから予約制となった。出発前から1ヶ月前から当日の出発15分前までにウェブ予約のみ受け付けており電話予約は受け付けてない。2025年シーズンからはウェブ予約に加えカード決済が必要となった。
- 塩尻市地域振興バス（楢川線を除く）
- 朝日村営バス
- 大町市民バス（一部路線を担当）